# Грінвуд (Міссісіпі)
Грінвуд (англ. Greenwood) — місто (англ. city) в США, в окрузі Лефлор штату Міссісіпі. Населення — 14 490 осіб (2020).

## Географія
Грінвуд розташований за координатами 33°30′45″ пн. ш. 90°11′56″ зх. д. / 33.51250° пн. ш. 90.19889° зх. д. (33.512460, -90.198963).  За даними Бюро перепису населення США в 2010 році місто мало площу 32,87 км², з яких 31,95 км² — суходіл та 0,92 км² — водойми.

## Демографія
Згідно з переписом 2010 року, у місті мешкало 15 205 осіб у 6022 домогосподарствах у складі 3816 родин. Густота населення становила 463 особи/км².  Було 6759 помешкань (206/км²).
Расовий склад населення:
| - 67,2 % — чорних або афроамериканців - 30,7 % — білих - 0,9 % — азіатів - 0,1 % — корінних американців |

До двох чи більше рас належало 0,7 %. Частка іспаномовних становила 1,1 % від усіх жителів.
За віковим діапазоном населення розподілялося таким чином: 27,7 % — особи молодші 18 років, 59,7 % — особи у віці 18—64 років, 12,6 % — особи у віці 65 років та старші. Медіана віку мешканця становила 34,3 року. На 100 осіб жіночої статі у місті припадало 83,7 чоловіків;  на 100 жінок у віці від 18 років та старших — 77,3 чоловіків також старших 18 років.
Середній дохід на одне домашнє господарство  становив 42 182 долари США (медіана — 26 550), а середній дохід на одну сім'ю — 47 407 доларів (медіана — 31 907). Медіана доходів становила 41 131 долар для чоловіків та 31 984 долари для жінок. За межею бідності перебувало 40,8 % осіб, у тому числі 56,3 % дітей у віці до 18 років та 25,3 % осіб у віці 65 років та старших.
Цивільне працевлаштоване населення становило 4761 осіб. Основні галузі зайнятості: освіта, охорона здоров'я та соціальна допомога — 27,8 %, роздрібна торгівля — 14,0 %, виробництво — 12,2 %.